# Тeoдор Харалдсон
Теодор Јан Харалдсон, познат и као Тео или, раније, Теоз (Линћепинг, 17. јул 2005), шведски је певач, учесник Мелодифестивалена 2022. и 2023. године.